# Shtreimel
En shtreimel (jiddisch: שטרײַמל, pl. שטרײַמלעך shtreimlech) er en hovedbeklædning fremstillet i pels, som bæres af mange gifte haredisk-jødiske mænd, som i særdeleshed, men ikke udelukkende, er medlemmer af chasidisk-jødiske grupper, på sabbatter, jødiske helligdage og ved andre festlige lejligheder.
I Jerusalem bæres shtreimelen også af Jerushalmi-jøder (ikke-chasidiske jøder tilhørende det oprindelige ashkenazi-samfund i Jerusalem, også kendt som perushim). Shtreimelen bæres generelt set kun efter indgåelse af ægteskab, undtaget dog i mange Jerushalmi-samfund, hvor drenge bærer den fra deres bar mitzvah. I Chabad- og Karlin-Stolin-dynastierne var shtreimelen kun en hovedbeklædning for deres rebbe.